# یوشیو تومیتا

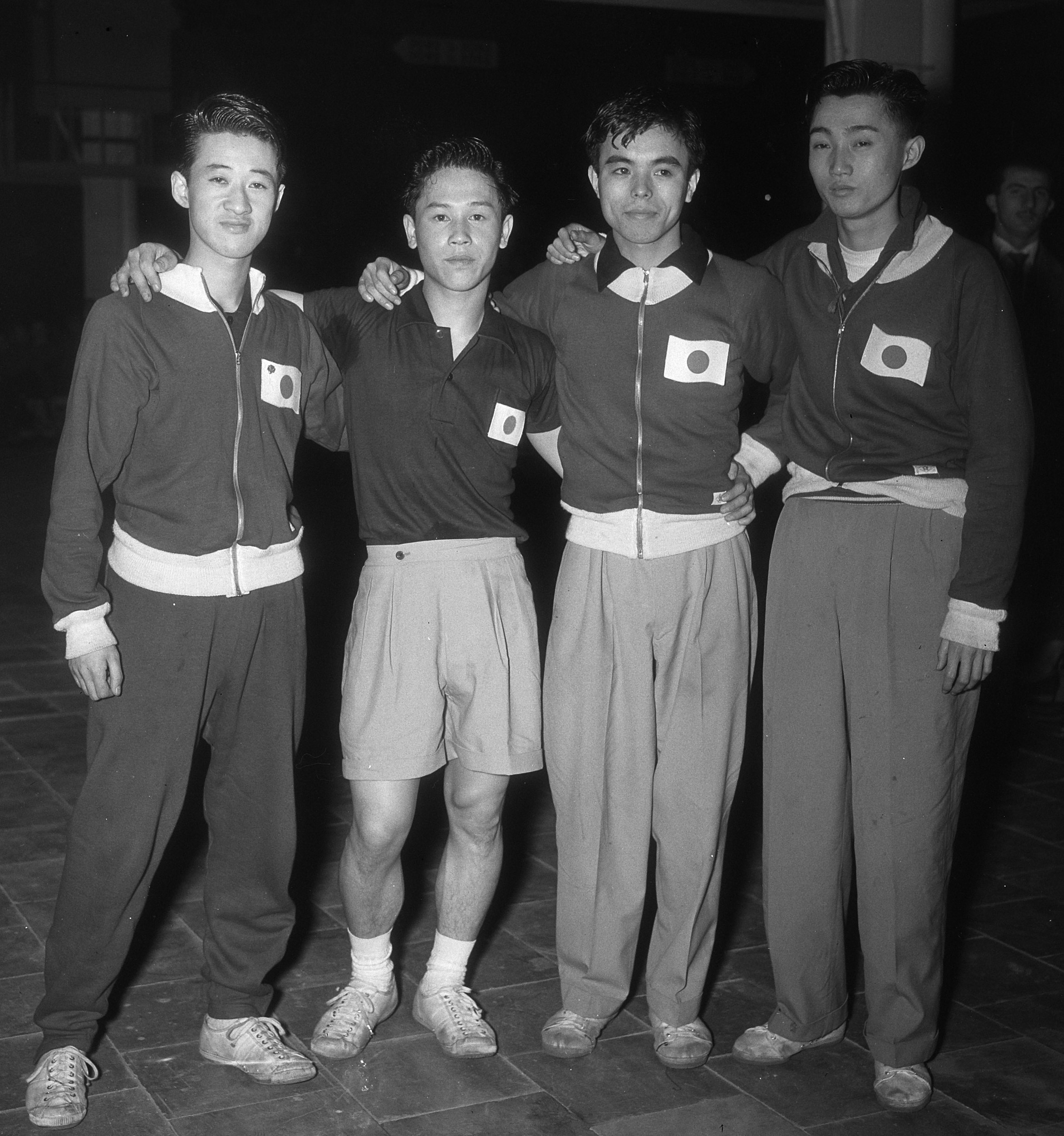
تیم تنیس روی میز ژاپن در مسابقات جهانی ۱۹۵۵

یوشیو تومیتا (انگلیسی: Yoshio Tomita؛ زادهٔ ) یک بازیکن تنیس روی میز اهل ژاپن است. 
وی در مسابقات کشوری و بین‌المللی در مجموع برنده ۴ مدال طلا، ۱ مدال نقره، ۳ مدال برنز شده‌است.